# 萊克縣 (明尼蘇達州)
萊克縣（英語：Lake County，又譯湖縣）是美国明尼蘇達州東北部的一個縣，北鄰加拿大，南臨苏必利尔湖，面積7,746平方公里。根據2020年美國人口普查，共有人口10,905人。縣治雙港（Two Harbors）。該縣成立於1855年2月20日，原名苏必利尔县（Superior County）。3月3日改名聖路易縣。1856年3月1日改為今名（其西的牛頓縣改名為「聖路易縣」）。目的的縣名仍以苏必利尔湖命名。